# Miconia lanata
Miconia lanata är en tvåhjärtbladig växtart som först beskrevs av Dc., och fick sitt nu gällande namn av José Jéronimo Triana. Miconia lanata ingår i släktet Miconia och familjen Melastomataceae. Inga underarter finns listade i Catalogue of Life.